# Pampa
Pampa — рід серпокрильцеподібних птахів родини колібрієвих (Trochilidae). Представники цього роду мешкають в Мексиці і Центральній Америці. Традиційно їх відносили до роду Колібрі-шаблекрил (Campylopterus), однак за результатами молекулярно-філогенетичного дослідження 2014 року, яке показало поліфілітичність цього роду, вони були переведені до відновленого роду Pampa.

## Види
Виділяють чотири види:
- Колібрі-шаблекрил клинохвостий (Pampa curvipennis)
- Колібрі-шаблекрил юкатанський (Pampa pampa)[8]
- Колібрі-шаблекрил довгохвостий (Pampa excellens)[9]
- Колібрі-шаблекрил рудий (Pampa rufa)